# Ino (Kōchi)
Ino (jap. いの町 Ino-chō) – miasto w Japonii, na wyspie Sikoku, w prefekturze Kōchi. Według danych na rok 2020 miejscowość zamieszkiwało 21 374 mieszkańców , a gęstość zaludnienia wyniosła 45,38 os./km².